# Mathias Chardon
Pour les articles homonymes, voir Chardon (homonymie).
Mathias Chardon ou Charles Chardon, né le 22 septembre 1695 à Carignan en Ardennes et mort à l'abbaye de Saint-Arnould à Metz le 21 octobre 1771, est un historien de la liturgie catholique, de langue française, renommé pour son érudition. Bénédictin, il a rédigé une Histoire des Sacrements en 6 volumes.

## Biographie
Mathias Chardon naît le 22 septembre 1695 à Carignan en Ardennes.
Il prononce ses vœux religieux selon la règle de saint Benoît à l'abbaye Saint-Vanne à Verdun en 1712, et prend le nom de « Charles Chardon ». Grâce à son érudition, il est nommé professeur de rhétorique, philosophie et théologie au prieuré de Novi, près de Rethel. Lors du chapitre général de la congrégation de Saint-Vanne tenu à Toul en 1730, Chardon doit résigner son ministère de professeur parce qu'il s'oppose à la bulle Unigenitus. 
Il publie en 1745 une Histoire des Sacrements rédigée en réaction aux sacramentaristes, où il détaille les façons dont les sacrements ont été administrés dans l'Église catholique et leurs usages depuis l'époque des apôtres jusqu'à la sienne ; l'ouvrage sera traduit en italien, avec trois éditions à Vérone en 1754, à Brescia en 1758 et à Capolago en 1835, ainsi qu'en espagnol en 1799. Chardon a laissé deux autres ouvrages manuscrits.
Il meurt au monastère de Saint-Arnould à Metz le 21 octobre 1771.

## Œuvres
- Histoire des Sacrements, ou de la manière dont ils ont été célébrés et administrés dans l'Église, et de l'usage qu'on en a fait depuis le temps des Apôtres jusqu'à présent, Paris, Guillaume Desprez et Guillaume Cavelier, 1745 (lire en ligne) .
  - (it) Istoria De' Sacramenti : Ove Si Dimostra La Maniera Tenuta Dalla Chiesa In Celebrarli Ed Amministrarli, E L'Uso Fattone Dal Tempo Degli Appostoli Fino Al Presente, Brescia, Rizzardi, 1758 (lire en ligne)
  - (es) Historia de los sacramentos : donde se refiere el modo observado por la iglesia en su celebracion y administracion y el uso que ha hecho de ellos desde el tiempo de los apostoles hasta el presente, Madrid, Imprenta Real, 1799 (lire en ligne).
  - réimprimé dans Jacques-Paul Migne, Cursus Theologiae, vol. XX, Paris, 1840 (lire en ligne), p. 1-1152.